# Skrobia oporna
Skrobia oporna (ang. resistant starch, RS) – to skrobia oraz produkty jej rozkładu, które nie są trawione i wchłaniane w jelicie cienkim zdrowego człowieka. Ze względu na oporność na działanie enzymów trawiennych, jest ona zaliczana do składników nierozpuszczalnego błonnika pokarmowego.
Zgodnie z mechanizmem, który zapobiega rozkładowi skrobi opornej przez enzymy amylolityczne, skrobię oporną klasyfikuje się do czterech podstawowych typów. Wyróżnia się skrobię oporną:
- RS1 - skrobię fizycznie niedostępną, obecną w ścianie komórkowej całych lub częściowo zmielonych ziaren zbóż, nasion, a także nasion roślin strączkowych;
- RS2 - ziarna skrobi surowej (nieskleikowanej), występujące np. w surowych ziemniakach, niedojrzałych bananach, soczewicy;
- RS3 - skrobię retrogradowaną, powstającą w czasie przetwarzania żywności, występującą np. w ugotowanych i ochłodzonych ziemniakach i makaronie, chlebie, płatkach śniadaniowych;
- RS4 – tworzoną w wyniku modyfikacji chemicznej skrobi (eteryfikacji lub sieciowania).

Ponadto, wyróżnia się typ RS5 - skrobiowy kompleks amylozowo-lipidowy. Tworzy się on w skrobiach wysokoamylozowych (np. Hylon VII), które charakteryzują się wyższą temperaturą kleikowania oraz większą tendencją do retrogradacji. 

## Właściwości
Fizjologiczne działanie skrobi opornej jest podobne jak rozpuszczalnych form błonnika pokarmowego i tak do najczęstszych skutków spożywania skrobi opornej należy zaliczyć: zwiększenie masy kału, obniżenie pH okrężnicy, ustabilizowanie poziomów glukozy we krwi. Skrobia oporna odznacza się małą zdolnością chłonięcia wody oraz częściową rozpuszczalnością. Stosowana w produktach spożywczych (jako wypełniacz), nie tworzy szorstkiej tekstury.

## Zastosowanie
Skrobia oporna jest stosowana w produkcji niskoenergetycznej żywności błonnikowej (przede wszystkim przekąsek, pieczywa, makaronu oraz innych przetworów zbożowych). Wzbogaca się nią również produkty spożywcze pieczone i smażone. Jest wykorzystywana jako wypełniacz. Ponadto podjęto próbę wytworzenia keczupu z dodatkiem skrobi RS4, w której pełniła ona rolę zarówno substancji wzbogacającej jak i zagęstnika.